# Preben Lange
Preben „Peri“ H. M. B. Lange (* 17. März 1948 in Ujarasussuk; † 3. Januar 2013) war ein grönländischer Politiker (Siumut) und Lehrer.

## Leben
Preben Lange war der Sohn des Udstedsverwalters Knud Lange († 1980) und seiner Frau Rakel Petersen († 1963).
Er besuchte von 1963 bis 1964 die Efterskole in Aasiaat und dann bis 1968 die Realschule in Nuuk. Dort war er Vorsitzender des Schülerrats. Von 1968 bis 1969 war er an der Hochschule in Esbjerg und studierte dann bis 1973 an Grønlands Seminarium in Nuuk, wobei er von 1971 bis 1972 in Vordingborg am dortigen Seminarium studierte. Anschließend wurde er als Lehrer in Qasigiannguit eingesetzt. Von 1974 bis 1979 war er Redakteur der dortigen Lokalzeitung Qaqqarsuaq.
1979 trat er zur Wahl zum ersten Inatsisartut an und wurde mit 31 Jahren als jüngster Abgeordneter gewählt. Dazu kandidierte er auch bei der Folketingswahl 1979 und wurde ins Folketing gewählt. Bei der Folketingswahl 1981 wurde er wiedergewählt. Bei der Parlamentswahl 1983 wurde er erneut ins Inatsisartut gewählt. Bei der Folketingswahl 1984 und der Parlamentswahl 1984 konnte er seine Sitze erneut verteidigen. Bei der Parlamentswahl 1987 wurde er zum vierten Mal in Folge ins Inatsisartut gewählt, während er bei der Folketingswahl 1987 seinem Parteikollegen Hans Pavia Rosing unterlag. Bei der Parlamentswahl 1991 konnte er keinen Platz mehr erzielen und schied auch aus dem grönländischen Parlament aus. Anschließend trat er nicht mehr zu Wahlen an.
Von 1974 bis 1978 war er Vorsitzender der Lokalabteilung des Grönländischen Aufklärungsverbands in Qasigiannguit. Von 1984 bis 1991 war er Mitglied im Nordischen Rat und von 1988 bis 1991 Vorsitzender des Westnordischen Rats.
Mit seinem Ausscheiden aus dem Folketing wurde er 1987 wieder Lehrer in Qasigiannguit. Ab 1997 war er Freizeitinspektor in Qasigiannguit. Später war er Lehrer in Paamiut. Er starb Anfang Januar 2013 im Alter von 64 Jahren.